# Fosfoenolpiruvato
Il fosfoenolpiruvato (o acido fosfoenolpiruvico, o PEP dall'inglese PhosphoEnolPyruvate) è un importante intermedio metabolico. Contiene un legame ad alta energia ed è coinvolto nella glicolisi, nella gluconeogenesi ed in numerosi altri pathway cellulari, come la sintesi di alcuni composti aromatici e la fissazione del carbonio nelle piante o la produzione batterica del peptidoglicano (che compone la parete cellulare).

## Ruolo di PEP nel metabolismo
Nella glicolisi, il PEP è formato a partire dal 2-fosfoglicerato attraverso l'azione dell'enzima enolasi. Il PEP viene quindi processato a piruvato attraverso l'enzima piruvato chinasi (PK), con la produzione di una molecola di ATP attraverso una fosforilazione a livello del substrato.
Nella gluconeogenesi, il PEP è prodotto a partire dalla decarbossilazione dell'ossaloacetato e l'idrolisi di una molecola di GTP. Tale reazione è catalizzata dall'enzima fosfoenolpiruvato carbossichinasi (PEPCK). Si tratta di una delle reazioni limitanti della gluconeogenesi. La reazione è la seguente:
GTP + ossaloacetato → GDP + fosfoenolpiruvato + CO2
Nelle piante, il PEP può essere usato per la sintesi del corismato attraverso la via dello shikimato. Il corismato è l'intermedio fondamentale per la produzione degli amminoacidi aromatici (fenilalanina, triptofano e tirosina) e di altri composti aromatici.
Inoltre, nella fissazione del carbonio, il PEP è un intermedio fondamentale. Attraverso l'enzima fosfoenolpiruvato carbossilasi, infatti, è possibile la seguente reazione:
PEP + CO2 → ossaloacetato